# Landrecy
Landrecy  est un hameau de la commune belge de Ferrières en province de Liège. 
Avant la fusion des communes de 1977, le hameau faisait partie de la commune de My et de la province de Luxembourg.

## Situation et description
Landrecy se situe le long de la N.66 entre les hameaux de Ville, Ferot et Malacord. Le hameau compte une dizaine de maisons et fermettes en pierre calcaire ainsi qu'un restaurant.